# Angelitos-Athena

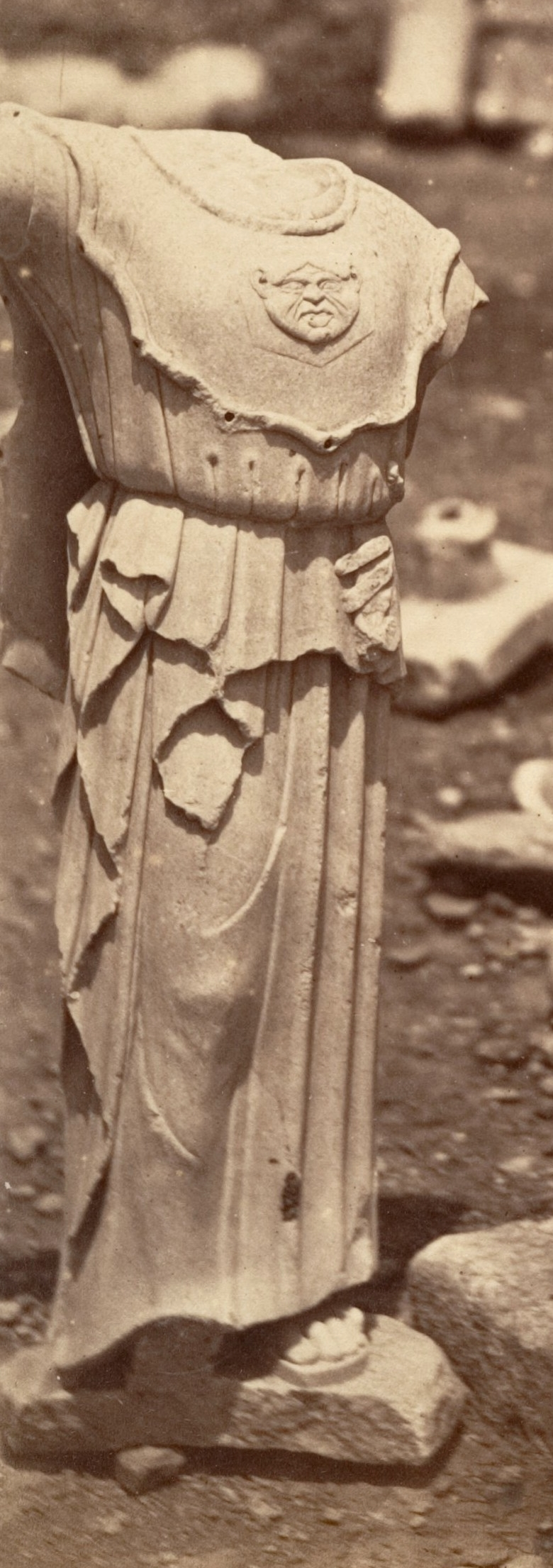
Angelitos-Athena

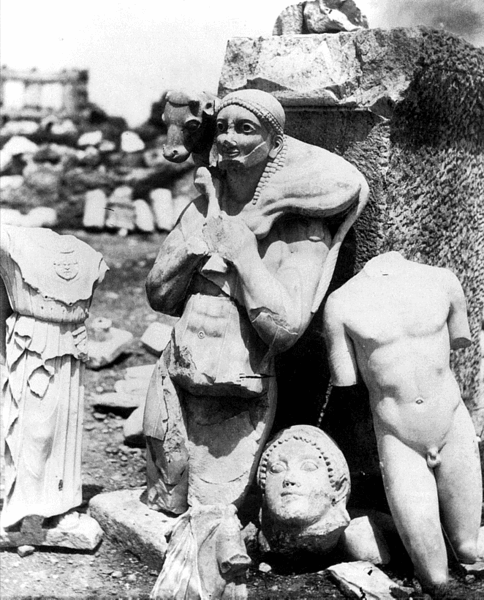
Perserschutt 1866, Angelitos-Athena (links), Kalbsträger (Mitte), Kritios-Knabe (rechts)

Die Angelitos-Athena ist eine antike Statue aus Marmor, die etwa 480 v. Chr. geschaffen wurde.
Gewidmet wurde sie von Angelitos, von dem sie auch den Beinamen hatte, und an der Säule, auf der sie vermutlich stand, signiert von Euenor, was aber nicht unumstritten ist. Gefunden wurde sie im Perserschutt auf der Akropolis in Athen, in ihrer Nähe wurden der Kritios-Knabe und der Kalbsträger gefunden. Die Figur trägt die Aigis und ist mit dem archaischen Peplos bekleidet. Sie dürfte einmal einen Schild und einen Speer gehalten haben, die aber nicht mehr erhalten sind. Sie ist als Torso erhalten mit einer Höhe von 0,77 m. Sie befindet sich im Akropolismuseum Inv. 140.